# Reb Beach
Reb Beach (született: Richard Earl Beach Jr.) (Pittsburgh, Pennsylvania, 1963. augusztus 31. –)                   amerikai gitáros, aki a  Winger és a Whitesnake tagja, de zenélt már Alice Cooper oldalán, vagy a Dokkenben is. A színész John Beach Voiceguy öccse.

## Pályafutása
Reb Beach játszott a Winger és a Whitesnake mellett a Dokken soraiban is, ahol George Lynchet kellett pótólnia. Dolgozott egy Fiona nevű énekesnő számára, de felbukkant Alice Cooper oldalán is. 1987-ben alakult meg a Winger együttes, mely a 80-as és 90-es évek fordulóján két platinalemezt és több slágert is eredményezett. A zenekar 1994-ben feloszlott Reb pedig Alice Cooper mellett bukkant fel, majd a Dokken tagja lett.
Utóbbival lemezt is készített Erase the Slate címmel, de a Live from the Sun koncertlemezen is az ő játéka hallható.
2001-ben szólólemezt adott ki Masquerade címmel, majd a Whitesnake tagja lett.
2005-ben a King's X frontember Doug Pinnick és a Night Ranger dobos Kelly Keagy társaságában rögzített lemezt The Mob néven.
Egyszerre tagja a Whitesnakenek és a Wingernek, de még arra is maradt ideje, hogy kisegítsen a Night Ranger soraiban 2008 januárjában.
Zenét írt a Sega videójátékhoz is, emellett szereti a számítógépes játékokat is. Gyakran gördeszkázik és szeret meccsekre járni, elmondása szerint hatalmas Steelers drukker.

## Stílus
Reb Beachet szokás a tapping technika császáraként is emlegetni. Egyéni tapping technikáját Eddie Van Halen hatására fejlesztette ki, melynek "titka", hogy húronként négy hangot játszik szemben a szokásos hárommal, ezáltal teljesen más karaktert tud adni a témáinak. Trükkösen használja a tremolókart is, melynek hátterében Tom Scholz a Boston gitárosa áll. A tremolókar használatát illetően ugyanis Tom volt az egyik legnagyobb példaképe.
Nemcsak technikailag képzett gitáros, de a zeneelméletben is otthonosan mozog, hiszen a Berklee College of Music hallgatójaként diplomázott.
Az Ibanez cég az aláírásával ellátott gitárokat is készített a 90-es évek elején, újabban viszont Suhr gitárokat használ.

## Diszkográfia
Winger
- Winger (1988)
- In the Heart of the Young (1990)
- Pull (1993)
- The Very Best Of Winger (2001)
- IV (2006)
- Demo Anthology  (2007)
- Karma (2009)
- Better Days Comin' (2014)

Dokken
- Erase the Slate (1999)
- Live from the Sun (2000)

Szóló
- The Fusion Demos (1993)
- Masquerade (2001)
- A Wiev From The Inside (2020)

The Mob
- The Mob (2005)

Whitesnake
- Live: In The Still of the Night (2004)
- Live: In The Shadow Of The Blues (2005)
- Good to Be Bad (2008)

Egyéb
- Various artists – The Lost Boys Soundtrack (1985)
- Fiona – Beyond the Pale (1986)
- Howard Jones – One on One (1986)
- Chaka Khan – Destiny (1986)
- Bee Gees – E.S.P. (1987)
- Twisted Sister – Love Is For Suckers (1987)
- Brian McDonald Group – Desperate Business (1988)
- Minoru Niihara – One (1989)
- Xenon – America's New Design (1989)
- Various artists – The Karate Kid III Soundtrack (1989)
- Various artists – Bill and Ted's Bogus Journey Soundtrack (1991)
- Various artists – Guitars that Rule the World (1992)
- Danger Danger – Cockroach (1993)
- Various artists – Smoke on the Water – A Tribute to Deep Purple (1994)
- Andy Timmons – EarX-tacy 2 (1997)
- Alice Cooper – A Fistful of Alice (1997)
- Various artists – Guitar Battle (1998)
- Various artists – Daytona USA 2 Game Soundtrack (1998)
- Various artists – This Conversation Seems Like A Dream (1998)
- Various artists – Bat Head Soup – A Tribute to Ozzy Osbourne (2000)
- Various artists – A Tribute to Van Halen (2000)
- Brian McDonald – Wind it Up (2000)
- War and Peace – Light at the End of the Tunnel (2000)
- Various artists – Stone Cold Queen – A Tribute (2001)
- Brian McDonald – Voyage (2003)
- Ken Tamplin and Friends – Wake the Nations (2003)
- XCarnation – Grounded (2005)

### Videók/DVD-k
- Winger – The Videos (1989)
- Winger – In the Heart of the Young (1990)
- Winger – In the Heart of the Young Part 2 (1991)
- Reb Beach – Cutting Loose (1991)
- Winger – Live in Tokyo (1991)
- Wayne's World (film) – Seen in backing band for Alice Cooper in the film. (1992)
- Winger – The Making of Pull (1993)
- Dokken – Live from the Sun (2002)
- Reb Beach – Homegrown Private Lesson Volume 1 (2003)
- Whitesnake – Live... In The Still Of The Night (2006)
- Winger -   The Making of Winger IV (2006)
- Winger Live concert (2007)
- Winger Live concert (2008)